# Bufotes pewzowi
Bufotes pewzowi es una especie de anfibio anuro de la familia Bufonidae.

## Distribución geográfica
Esta especie habita:
- en el oeste de Mongolia;
- en China, en Xinjiang, en las laderas norte y este de Tian Shan, en el lado norte de Kunlun Shan y en el este de Pamir;
- en la República de Altái en Rusia;
- en el este de Kazajistán;
- en Kirguistán;
- en Tayikistán;
- en el este de Uzbekistán.[4]

Su presencia es incierta en el norte de Afganistán.

## Etimología
Esta especie lleva el nombre en honor del General Michail Wassiljewitsch Pewzow (1843-1902).

## Publicación original
- Bedriaga, 1898 : Wissenschaftliche Resultate der von N. M.. Prezewalski unternommenen Reisen. Zoologischer Theil. vol. III, part 1 Amphibien und Reptilien. Kaiserliche Akademie der Wissenschaften[5]